# Інститут Карнегі
Інститут науки Карнегі (англ. Carnegie Institution for Science) — американська організація, що займається підтримкою наукових досліджень. Організацію заснував Ендрю Карнегі в 1902 році. Інститут перебуває в м. Вашингтон.
У цей час діяльність інституту зосереджена на таких царинах:
- молекулярна біологія рослин — на факультеті рослинної біології (Стенфорд, Каліфорнія),
- біологія розвитку — на факультеті ембріології (Балтимор, Меріленд),
- глобальна екологія — на факультеті глобальної екології (Стенфорд, Каліфорнія),
- науки про землю, науки про матеріали й астробіологія — у географічній лабораторії (Вашингтон);
- науки про землю й планетарні науки, а також астрономія — на факультеті земного магнетизму (Вашингтон) і в Обсерваторіях інституту Карнегі в Пасадене (Каліфорнія) і в Лос-Кампанас (Чилі).

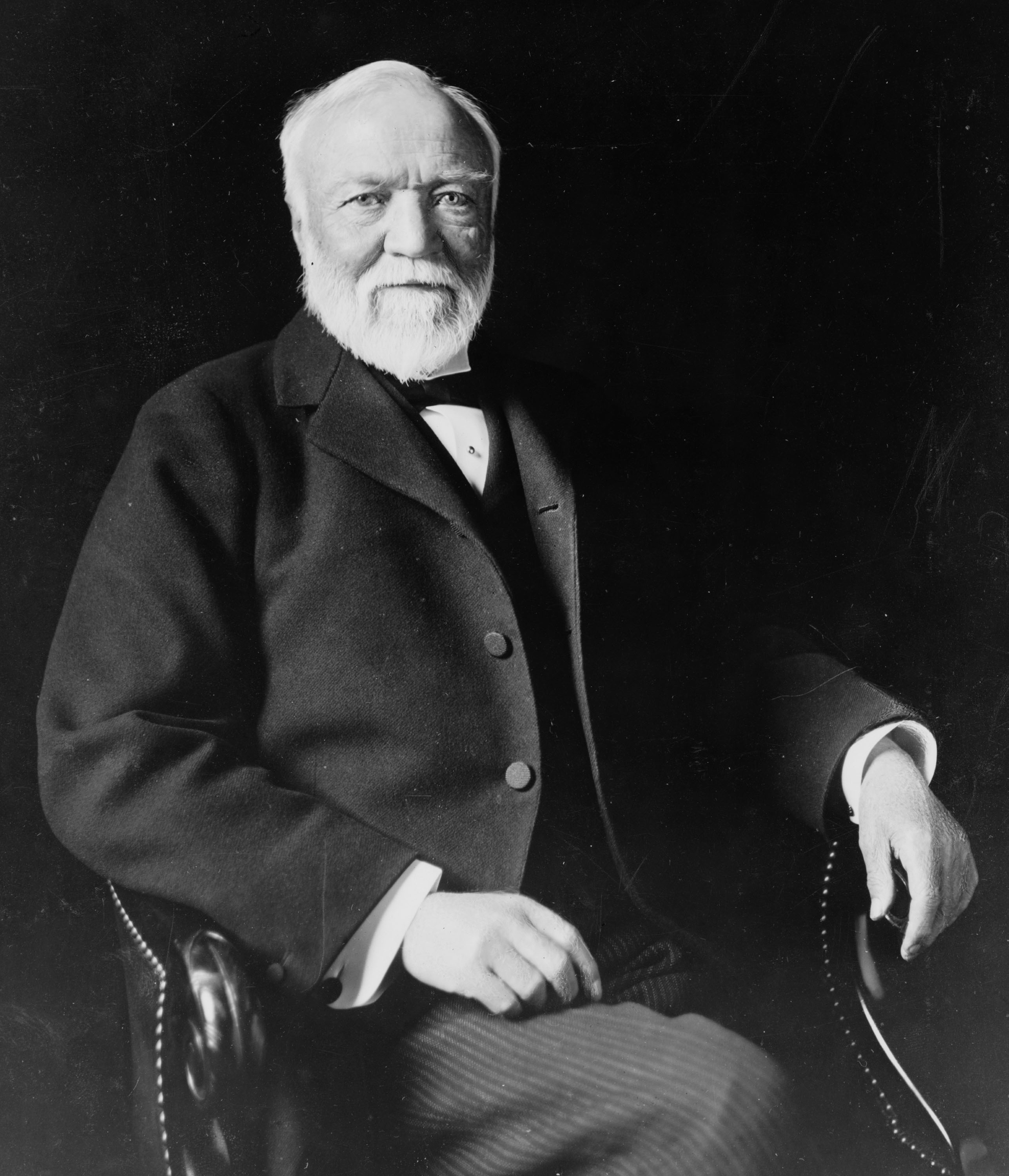
Ендрю Карнеґі

Раніше інститут також підтримував археологічні дослідження, зокрема, великомасштабну експедицію С. Морлі в Чичен-Іца.
На початку XX століття Інститут Карнегі активно розбудовував теорії псевдонауки за назвою євгеніка. Експерименти й висновку лягли в основу нордичного расизму фашистської Німеччини.
У XXI столітті Інститут бере активну участь у дослідженні Сонячної системи. В грудні стало відомо, що члени Інституту Карнегі, а також Гавайського і Каліфорнійського університетів відкрили найвіддаленіший об'єкт у Сонячній системі. Ним став астероїд 2018 VG18, який вони згодом назвали «Farout»